# Первомайское (Тульская область)
Первомайское — деревня в Куркинском районе Тульской области России.
В рамках административно-территориального устройства относится к Крестовской волости Куркинского района, в рамках организации местного самоуправления включается в Михайловское сельское поселение.

## География
Расположен в 12 км к северо-западу от райцентра, посёлка городского типа  Куркино, и в 98 км к юго-востоку от областного центра, г. Тулы. 

## История
В 1961 году указом Президиума Верховного Совета РСФСР деревня Озорновка переименована в Первомайское.

## Население
| 2010 |
| ---- |
| 13   |